# 薰別站

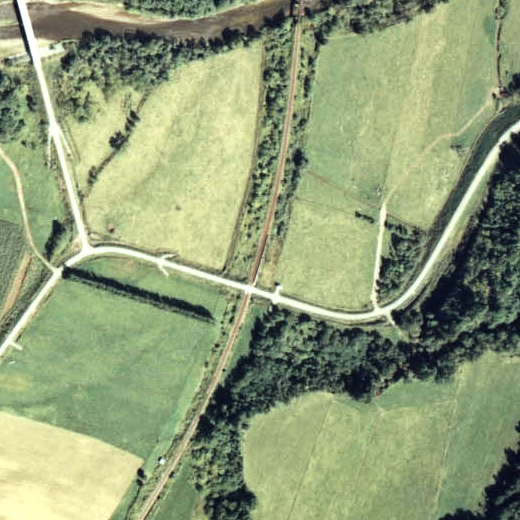
1977年國鐵池北線時代的薰別站與方圓500米範圍。上方是北見方向。

薰別站（日语：／ Kumbetsu eki */?）是位於北海道足寄郡陸別町字上利別原野東1線254番9號，北海道池北高原鐵道的故鄉銀河線車站（廢站）。隨著故鄉銀河線廢線，車站在2006年（平成18年）4月21日廢除。

## 歷史
- 1958年（昭和33年）9月10日 - 日本國有鐵道網走本線車站啟用，當時為旅客車站和無人車站[3]
- 1961年（昭和36年）4月1日 - 池田至北見之間改名為池北線，成為池北線車站[4][5]。
- 1987年（昭和62年）4月1日 - 伴隨國鐵分割民營化，車站由北海道旅客鐵道（JR北海道）營運。
- 1989年（平成元年）6月4日 - 北海道池北高原鐵道繼承池北線[4][6][7][8][9][10][11]。
- 2006年（平成18年）4月21日 - 故鄉銀河線全線廢除[1][12]，此站也廢除。

## 車站構造
截至車站廢除前，此站是地面車站，設有1面1線的單式月台。

## 車站周邊
車站附近設有一個名為薰別的村落。
- 利別川（日语：利別川）
- 國道242號（日语：国道242号）
- 十勝巴士（日语：十勝バス）「薰別伏古丹」巴士站

## 相鄰車站
北海道池北高原鐵道
故鄉銀河線
大譽地－薰別－陸別

## 注腳
1. 1 2 3  北見現代史編集委員会（編集）. . 北見市: 981頁. 2007-01 （日语）.
2. ↑  《10年》 p. 104
3. ↑  《JR釧路支社》 p. 95
4. 1 2   田中和夫（監修）. . 上巻 国鉄・JR線. 北海道新聞社（編集）. 2002-07-15: 236–237頁. ISBN 978-4-89453-220-5. ISBN 4-89453-220-4 （日语）.
5. ↑  《JR釧路支社》 p. 96
6. ↑  田中和夫（監修）. . 下巻 SL・青函連絡船他. 北海道新聞社（編集）. 2002-12-05: 222頁–223頁. ISBN 978-4-89453-237-3. ISBN 4-89453-237-9.
7. ↑  北見現代史編集委員会（編集）. . 北見市: 952頁,954頁. 2007-01 （日语）.
8. ↑  ふるさと銀河線10周年記念事業実行委員会（編集）. : 21–24頁、95頁. 1999-06-04 （日语）.
9. ↑  . 北海道新聞 (北海道新聞社). フォト北海道（道新写真データベース）. 1989-06-03  [2016-11-25]. （原始内容存档于2016年11月25日） （日语）.
10. ↑  《JR釧路支社》 p. 122
11. ↑  《10年》 p. 105
12. ↑  . 北海道新聞 (北海道新聞社). フォト北海道（道新写真データベース）. 2006-04-21  [2016-11-25]. （原始内容存档于2016年11月25日） （日语）.